# Розроблення морських маргінальних родовищ нафти і газу
Розроблення морських маргінальних родовищ нафти і газу — освоєння малорентабельних або віддалених родовищ з малими запасами.
Маргінальні родовища вуглеводнів — малорентабельні або віддалені родовища з малими запасами.
Питання розробки морських маргінальних родовищ нафти і газу є надзвичайно важливою проблемою. В даний час Велика Британія в своєму секторі Північного моря уже почала освоєння маргінальних родовищ.
Причому деякі фірми, які працюють в Північному морі, вважають, що підводна розробка можлива для родовищ з запасами 4,8—6,4 млн м3, а інші з запасами 8,0—16,0 млн м3.

## Метод компанії «Lockheed Petroleum Services»
Метод, який розробила американська компанія «Lockheed Petroleum Services» для родовищ Гарупа в Атлантичному океані, від кожної свердловини нафта надходить до маніфольдного вузла (рис. 12а), (12б), потім через шарнірно закріплену на дні головну башту — на палубу приєднаного до неї танкера, де проводиться підготовка нафти, яка потім повертається через цю башту на дно океану і трубопроводом направляється до розміщеної на деякі віддалі наливній башті, а через неї в транспортні танкери. Доступ в маніфольдну камеру здійснюється через верхній люк, до якого в разі необхідності приєднується обслуговуюча капсула. В подальшому планується в маніфольдній камері встановити комп'ютер для регулювання експлуатації.

## Розробка маргінальних родовищ системою NSC
Найбільш ефективною для розробки маргінальних родовищ є система NSC (Near-Surface-Completions — приповерхневе закінчення), яка складається з фонтанної арматури з маніфольдною обв'язкою, яка в себе включає збірний колектор, лінію зворотньої закачки відсепарованого на платформі газу і кабель управління. Вказана арматура і маніфольд встановлюються на легкій рамі, яка утримується на місці декількома буями на заданій від рівня моря висоті. Система NSC дозволила перенести гирло свердловини з поверхні на глибину (до 45 м), де водолази можуть ефективно працювати в звичайному спорядженні. В системі NSC використовується просте обладнання і його використання базується на випробуваній в промислових умовах технології, монтувати і обслуговувати систему нескладно.